# Inhyseshjon

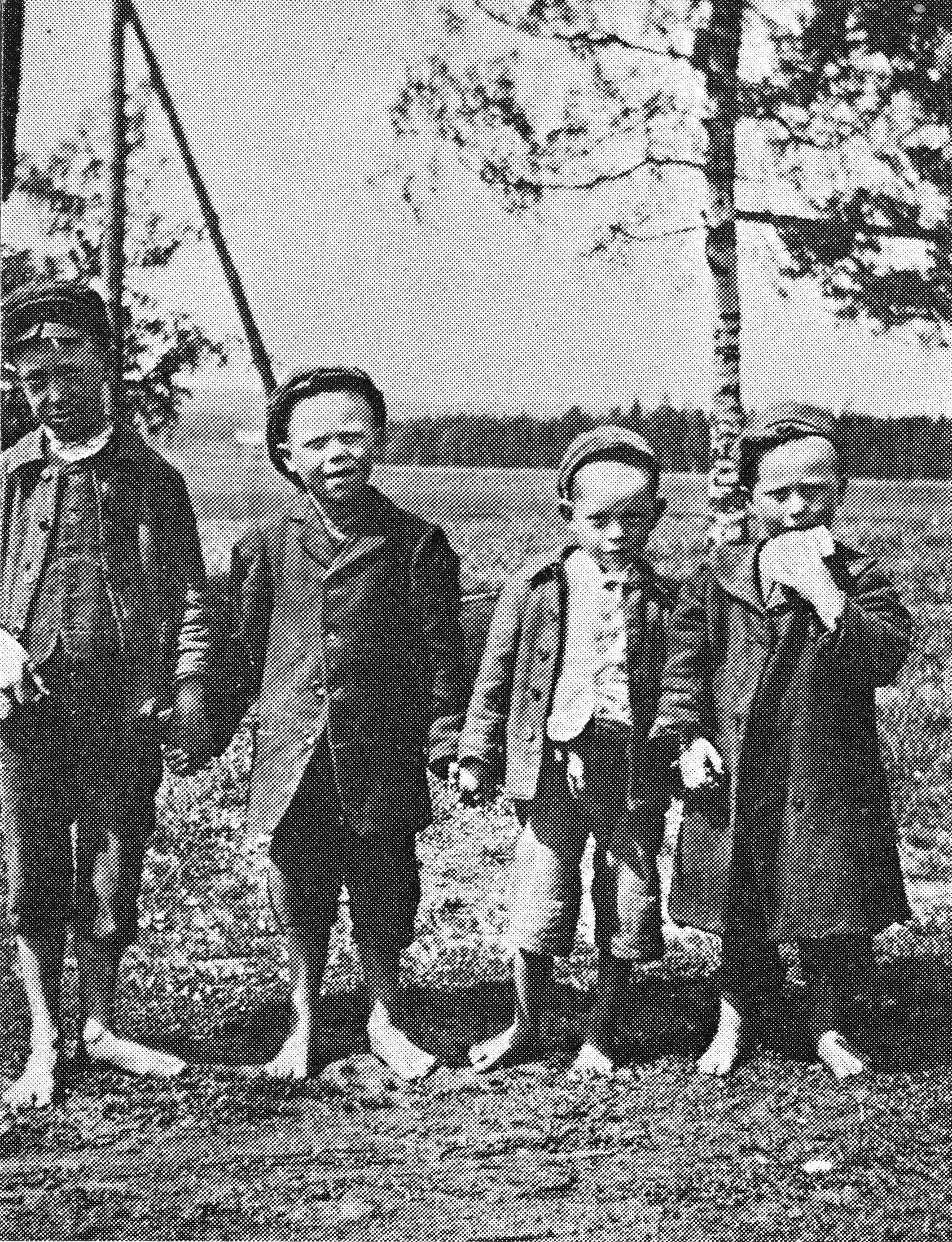
Fattighjon i Grythyttans socken i Västmanland år 1913.

Som inhyseshjon eller inhysingar kategoriserades backstugusittare och alla andra som bodde, var inhysta, i någon annans hem eller på någon annans jord utan att vara i dennes tjänst.
De kunde ofta vara fattiga människor, fattighjon, som socknen placerat i en familj mot ersättning, eftersom de var oförmögna att arbeta. Som inhyseshjon på socknens bekostnad förekom äldre personer, föräldralösa barn, och personer med funktionsnedsättning, som därmed slapp ifrån rotehjonens rotevandring. De bidrog med den arbetsinsats som de förmådde och placerades (fram till 1918) i den familj som i en fattigauktion krävde lägst ersättning.
Trots överhetens motstånd blev inhysning allt vanligare. I befolkningstillväxtens spår ökade också andelen fattiga på landsbygden: Från 14 % år 1751 till 20 % år 1845. Merparten av denna ökning avsåg inhysning, inklusive undantagsmän, och framstår som en allt vanligare lösning för socknens fattigvård, särskilt på orter där det inte fanns fattigstugor, helgeandshus eller andra offentliga inrättningar för obemedlade. Förbudet mot inhysning luckrades successivt upp och avskaffades helt 1846.

## Etymologi
Ett hjon var i äldre svenskt språkbruk en person som ingick i ett hushåll i egenskap av familjemedlem eller tjänstefolk. 